# Jamaal Magloire
Jamaal Dane Magloire (Toronto, 21 maggio 1978) è un ex cestista e allenatore di pallacanestro canadese, professionista nella NBA.

## Carriera
È stato selezionato dagli Charlotte Hornets al primo giro del Draft NBA 2000 (19ª scelta assoluta).

## Statistiche

### College
| Anno       | Squadra           | PG  | PT | MP   | TC%  | 3P% | TL%  | RP  | AP  | PRP | SP  | PP   |
| ---------- | ----------------- | --- | -- | ---- | ---- | --- | ---- | --- | --- | --- | --- | ---- |
| 1996-1997  | Kentucky Wildcats | 40  | 21 | 15,7 | 49,0 | -   | 54,9 | 4,4 | 0,4 | 0,6 | 2,0 | 4,9  |
| 1997-1998† | Kentucky Wildcats | 38  | 12 | 14,9 | 48,7 | -   | 67,2 | 4,2 | 0,3 | 0,3 | 1,7 | 5,2  |
| 1998-1999  | Kentucky Wildcats | 34  | 6  | 19,6 | 53,1 | -   | 57,6 | 4,4 | 0,5 | 0,5 | 1,9 | 7,0  |
| 1999-2000  | Kentucky Wildcats | 33  | 33 | 29,6 | 50,0 | -   | 68,5 | 9,1 | 0,5 | 0,5 | 1,7 | 13,2 |
| Carriera   | Carriera          | 145 | 72 | 19,6 | 50,3 | -   | 63,6 | 5,4 | 0,4 | 0,5 | 1,8 | 7,3  |

### NBA

#### Regular season
| Anno      | Squadra             | PG  | PT  | MP   | TC%  | 3P% | TL%  | RP   | AP  | PRP | SP  | PP   |
| --------- | ------------------- | --- | --- | ---- | ---- | --- | ---- | ---- | --- | --- | --- | ---- |
| 2000-2001 | Charlotte Hornets   | 74  | 0   | 14,8 | 45,0 | 0,0 | 65,5 | 4,0  | 0,4 | 0,2 | 1,1 | 4,6  |
| 2001-2002 | Charlotte Hornets   | 82  | 8   | 18,9 | 55,1 | 0,0 | 73,0 | 5,6  | 0,4 | 0,3 | 1,0 | 8,5  |
| 2002-2003 | N.O. Hornets        | 82  | 82  | 29,8 | 48,0 | 0,0 | 71,7 | 8,8  | 1,1 | 0,6 | 1,4 | 10,3 |
| 2003-2004 | N.O. Hornets        | 82  | 82  | 33,9 | 47,3 | 0,0 | 75,1 | 10,3 | 1,0 | 0,5 | 1,2 | 13,6 |
| 2004-2005 | N.O. Hornets        | 23  | 22  | 30,6 | 43,2 | 0,0 | 60,2 | 8,9  | 1,3 | 0,3 | 1,0 | 11,7 |
| 2005-2006 | Milwaukee Bucks     | 82  | 82  | 30,1 | 46,7 | 0,0 | 53,5 | 9,5  | 0,7 | 0,4 | 1,0 | 9,2  |
| 2006-2007 | Portland T. Blazers | 81  | 23  | 21,0 | 50,4 | 0,0 | 54,1 | 6,1  | 0,4 | 0,3 | 0,8 | 6,5  |
| 2007-2008 | N.J. Nets           | 24  | 2   | 10,8 | 30,6 | 0,0 | 45,2 | 3,4  | 0,3 | 0,0 | 0,4 | 1,8  |
| 2007-2008 | Dallas Mavericks    | 7   | 0   | 3,9  | 50,0 | 0,0 | 46,2 | 1,1  | 0,0 | 0,1 | 0,0 | 1,7  |
| 2008-2009 | Miami Heat          | 55  | 12  | 12,9 | 49,6 | 0,0 | 48,3 | 4,0  | 0,4 | 0,2 | 0,5 | 2,9  |
| 2009-2010 | Miami Heat          | 36  | 0   | 10,0 | 50,0 | 0,0 | 35,6 | 3,4  | 0,0 | 0,3 | 0,3 | 2,1  |
| 2010-2011 | Miami Heat          | 18  | 0   | 8,8  | 59,1 | 0,0 | 50,0 | 3,4  | 0,2 | 0,2 | 0,1 | 1,9  |
| 2011-2012 | Toronto Raptors     | 34  | 1   | 11,0 | 37,8 | 0,0 | 25,9 | 3,3  | 0,2 | 0,1 | 0,3 | 1,2  |
| Carriera  | Carriera            | 680 | 314 | 21,5 | 48,0 | 0,0 | 63,9 | 6,5  | 0,6 | 0,3 | 0,9 | 7,2  |

#### Play-off
| Anno     | Squadra           | PG | PT | MP   | TC%  | 3P% | TL%  | RP  | AP  | PRP | SP  | PP   |
| -------- | ----------------- | -- | -- | ---- | ---- | --- | ---- | --- | --- | --- | --- | ---- |
| 2001     | Charlotte Hornets | 10 | 0  | 11,0 | 57,1 | 0,0 | 30,4 | 2,8 | 0,3 | 0,0 | 0,6 | 3,9  |
| 2002     | Charlotte Hornets | 8  | 0  | 21,0 | 55,0 | 0,0 | 76,1 | 5,6 | 0,6 | 0,0 | 1,9 | 12,3 |
| 2003     | N.O. Pelicans     | 6  | 6  | 31,3 | 44,9 | 0,0 | 75,8 | 8,3 | 0,3 | 0,7 | 1,0 | 11,5 |
| 2004     | N.O. Pelicans     | 7  | 7  | 34,1 | 41,8 | 0,0 | 75,0 | 9,1 | 0,7 | 0,4 | 1,0 | 11,0 |
| 2006     | Milwaukee Bucks   | 5  | 5  | 27,0 | 47,4 | 0,0 | 60,0 | 8,0 | 1,0 | 0,4 | 1,2 | 9,0  |
| 2009     | Miami Heat        | 6  | 0  | 7,8  | 33,3 | 0,0 | 0,0  | 1,8 | 0,2 | 0,0 | 0,0 | 0,3  |
| 2010     | Miami Heat        | 1  | 0  | 5,0  | 0,0  | 0,0 | 0,0  | 1,0 | 0,0 | 0,0 | 0,0 | 0,0  |
| 2011     | Miami Heat        | 3  | 0  | 6,0  | 40,0 | 0,0 | 0,0  | 1,7 | 0,7 | 0,3 | 0,0 | 1,3  |
| Carriera | Carriera          | 46 | 18 | 19,8 | 47,0 | 0,0 | 68,2 | 5,3 | 0,5 | 0,2 | 0,9 | 7,3  |

#### Massimi in carriera
- Massimo di punti: 27 vs Golden State Warriors (23 novembre 2004)[1]
- Massimo di rimbalzi: 22 vs Charlotte Hornets (21 gennaio 2006)
- Massimo di assist: 4 (5 volte)
- Massimo di palle rubate: 4 vs Orlando Magic (3 dicembre 2003)
- Massimo di stoppate: 7 vs Philadelphia 76ers (19 novembre 2002)
- Massimo di tiri liberi: 15 vs Toronto Raptors (21 marzo 2004)

## Palmarès
- Campione NCAA (1998)
- NBA All-Star (2004)